# Зарытова, Валентина Филипповна
Валентина Филипповна Зарытова (род. 1940) — химик, заведующая лабораторией Новосибирского института биоорганической химии СО РАН, член-корреспондент РАЕН, лауреат премии имени М. М. Шемякина (1988).
Родилась 5 ноября 1940 года.
В 1966 году — окончила Новосибирский государственный университет.
Специалист в области биоорганической химии и молекулярной биологии; член Научного совета РАН по проблемам биоорганической химии, международной организации «Химия нуклеиновых кислот».
Член редколлегий журналов «Сибирский химический журнал», «Химия в интересах устойчивого развития», «Chemistry for Sustainable Development».
Впервые синтезировала реакционноспособные производные олигонуклеотидов.

## Награды
- Премия имени М. М. Шемякина (совместно с Дмитрий Георгиевич Кнорре, за 1988 год) — за серию работ «Исследование реакций фосфорилирования, используемых в биоорганической химии»
- Государственная премия Российской Федерации (в составе группы учёных, за 1999 год) — за работу «Производные олигонуклеотидов — биологически активные вещества и инструменты исследования белково-нуклеиновых взаимодействий»
- Премия МАИК «Наука»